# النرجس
النرجس (به عربی: النرجس) یک روستا در سوریه است که در حماه واقع شده‌است. النرجس ۸ نفر جمعیت دارد.